# 梁許
梁許（1530年—？），字君可，號帶川，河南河南府孟津縣人，軍籍，明朝政治人物。

## 生平
隆慶元年（1567年）丁卯科河南鄉試第三十一名舉人。隆慶二年（1568年）中式戊辰科會試第一百九十三名，三甲第四十八名進士。授陕西渭南县知县，五年九月选授湖广道試監察御史，萬曆元年（1573年）巡按山东，疏陈馬政八事，二年正月升陕西按察司佥事，五年二月升陕西苑马寺少卿。

## 家族
曾祖梁廣；祖父梁壽，王府典膳；父梁相，縣主簿。母陳氏；繼母曹氏。慈侍下。弟梁試。